# 나의 엄마, 나의 딸
《나의 엄마, 나의 딸》(영어: I Am Somebody's Child: The Regina Louise Story)는 2019년에 공개한 미국의 TV 영화이다.

## 캐스팅

### 주연
- 지니퍼 굿윈 : 진 커 역
- 안젤라 페얼리 : 레지나 루이스 역
- 셰리 사움 : 레지나 루이스 역 (성인)

### 조연
- 모니크 콜맨 : 루이스 역
- 킴 호손 : 그웬 포드 역
- 로렌 코크랜 : 애니 역